# Asmea
Asmea là một chi nhện trong họ Stiphidiidae.